# Jean-Marc Mandosio
Œuvres principales
- L'Effondrement de la Très Grande Bibliothèque nationale de France : ses causes, ses conséquences (1999)
- Après l'effondrement : notes sur l'utopie néotechnologique (2000)
- Dans le chaudron du négatif (2003)
- D'or et de sable (2008)
- Longévité d'une imposture : Michel Foucault (2010)

Jean-Marc Mandosio est un universitaire français spécialiste de littérature néolatine, par ailleurs essayiste et polémiste, né en 1963.

## Biographie
Jean-Marc Mandosio est maître de conférences à l'École pratique des hautes études (EPHE), chargé de la conférence de latin technique du XIIe siècle au XVIIIe siècle.
Parallèlement, il développe dans ses essais publiés par les Éditions de l'Encyclopédie des Nuisances une critique sociale en phase avec les courants anti-industriels.
De 1996 à 1999, il fait, en partenariat avec la librairie Compagnie (Rue des écoles à Paris), 10 numéros d'un bulletin Notes de lecture, sciences humaines, philosophie, sciences sociales (32 pages A4, avec de la publicité d'éditeurs). Ensuite, de 2002 à 2005, il publie 8 numéros de du bulletin auto-édité Nouvelles de nulle part (environ 100 pages A4, sans publicité), avec notes de lecture, traductions de l'italien, correspondance, polémiques, etc. Il a également participé à la revue L'Autre Côté dirigée par Séverine Denieul.

## Publications

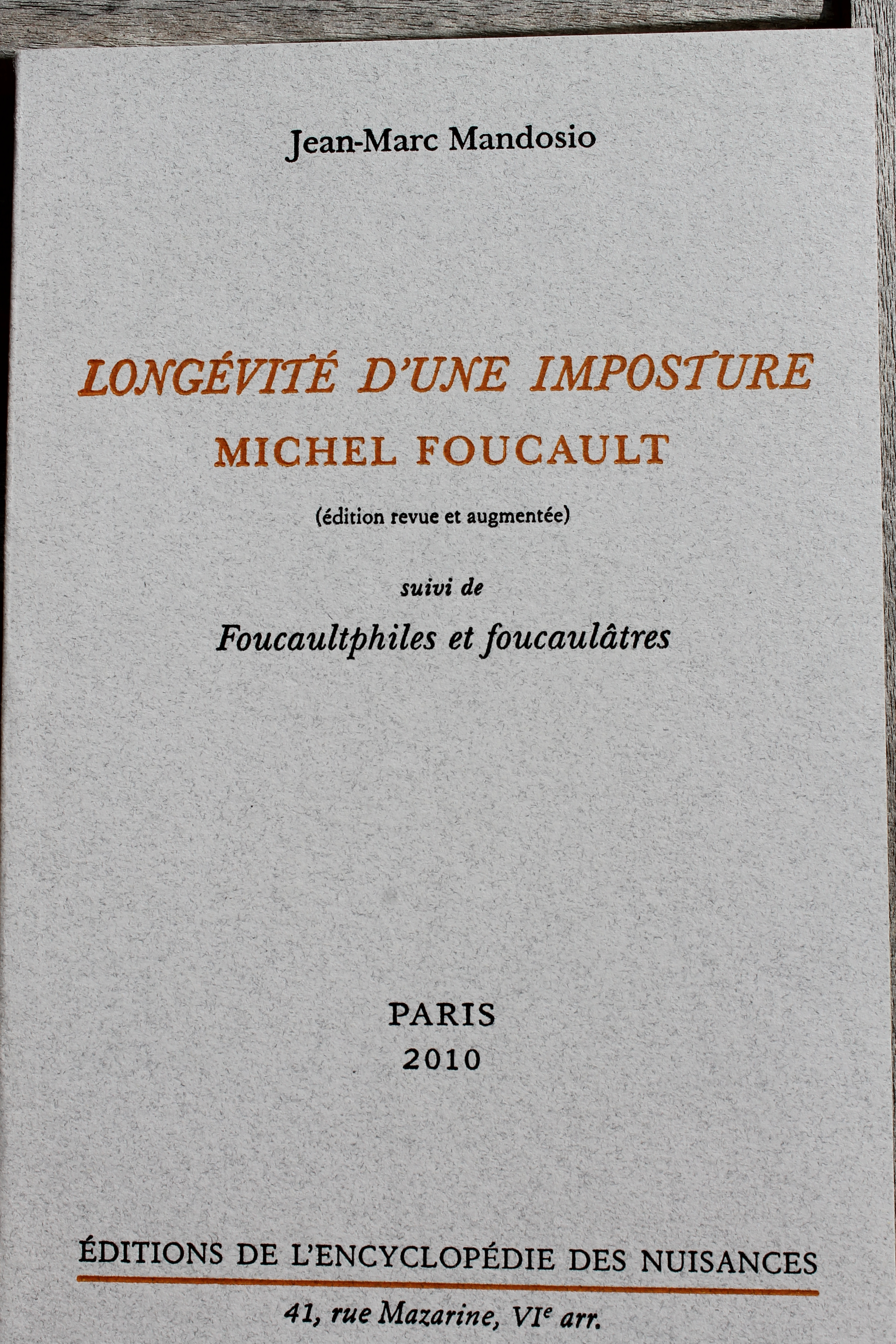
Longévité d'une imposture : Michel Foucault.

### Essais, polémique
- L'Effondrement de la Très Grande Bibliothèque nationale de France : ses causes, ses conséquences, Paris, Éditions de l'Encyclopédie des Nuisances, 1999  (ISBN 2910386104)
- Après l'effondrement : notes sur l'utopie néotechnologique, Paris, Éditions de l'Encyclopédie des Nuisances, 2000  (ISBN 2910386139)
- Dans le chaudron du négatif, Paris, Éditions de l'Encyclopédie des Nuisances, 2003  (ISBN 291038621X)
- D'or et de sable, Paris, Éditions de l'Encyclopédie des Nuisances, 2008  (ISBN 2910386260) On trouve dans ce volume : I. D'or et de sable : dispute autour d'un chaudron - II. Fantôme, es-tu là ? (Correspondance avec Anselm Jappe) - III. La Mesure de la réalité, ou la Grande Transformation racontée aux golden boys - IV. Magie et mathématiques chez John Dee - V. Longévité d'une imposture : Michel Foucault - VI. « Je veux être une machine » : genèse de la musique industrielle.
- Longévité d'une imposture : Michel Foucault, suivi de "Foucaultphiles et foucaulâtres", édition revue et augmentée, Paris, éditions de l'Encyclopédie des Nuisances, 2010  (ISBN 978-2-910386-35-1)
- Le Discours de la méthode de Denis Diderot, Paris, Éditions de l'Éclat, 2013. Dans sa préface au texte de l'article "Encyclopédie" de Denis Diderot, Mandosio critique Wikipédia et met en avant l'Encyclopédie comme forme véritable du savoir critique.

### Publications académiques
- « Un enseignement novateur. Les cours d’Ange Politien à l’université de Florence (1480-1494) », Histoire de l’éducation, 120,  2008, p. 33-52
- Des mathématiques vulgaires à la monade hiéroglyphique : Les Éléments d'Euclide vus par John Dee : La réception des Éléments d'Euclide au Moyen Âge et à la Renaissance Revue d’histoire des sciences  (ISSN 0151-4105), 2003, vol. 56, no. 2, p. 475-491 (17 pages)
- Ramus et l'université, Rue d'Ulm, 2004
- Aspects de la tradition alchimique au XVIIe siècle, Archè, Milan, 1998

### Préfaces
- Denis Diderot, Encyclopédie, présenté et annoté par J.-M. Mandosio, Éditions de l'Éclat, 2013
- (es) Alfonso Berardinelli, El intelectual es un misántropo, Ediciones El Salmón, 2015
- Jacques Lefèvre d'Étaples, La Magie naturelle, Les Belles Lettres, 2018

### Entretiens
- Revue Europe, « Questions de méthode », entretien avec Jean-Marc Mandosio, no 1027-1028, novembre-décembre 2014

### Traductions
- Piergiorgio Bellocchio, Nous sommes des zéros satisfaits précédé de Limiter le déshonneur, traduit de l'italien, Éditions de l'Encyclopédie des Nuisances, 2011
- Alessandro Barbero, Histoires de croisade, Flammarion, 2010
- Chaïm Wirszubski, Pic de la Mirandole et la cabale suivi de Considérations sur l'histoire des débuts de la cabale chrétienne par Gershom Scholem, traduit de l'anglais et du latin, Paris-Tel Aviv, Éditions de l'Éclat, 2007
- Alessandro Barbero, Le jour des barbares : Andrinople, 9 août 378, traduit de l'italien, Flammarion, 2006
- Angelo Mainardi (it), Le Monde secret de Casanova, traduit de l'italien, Zulma, 2005
- Raffaele La Capria, La mouche dans la bouteille : éloge du sens commun, traduit de l'italien et présenté par Jean-Marc Mandosio, Climats, 2005
- Raffaele La Capria, Fleurs japonaises, traduit de l'italien et présenté par Jean-Marc Mandosio, Climats, 2004
- Raffaele Simone, L'Esprit et le temps, traduit de l'italien, Climats, 2004
- Alfred W. Crosby, La Mesure de la réalité : la quantification dans la société occidentale, 1250-1600, traduit de l'anglais, Paris, Allia, 2003
- David Biale, Gershom Scholem : cabale et contre-histoire, traduit de l'anglais, Paris-Tel Aviv, Éditions de l'Éclat, 2001
- Raffaele La Capria, L'harmonie perdue : fantaisie sur l'histoire de Naples, traduit de l'italien, L'Inventaire, 2001
- Divers auteurs, Libres enfants du savoir numérique, une anthologie du "libre", traduit de l'anglais, Éditions de l'Éclat, 2000
- Stefan Themerson, Les Aventures de Peddy Bottom, traduit de l'anglais, Paris, Allia, 2000
- Stefan Themerson, Ouah ! Ouah ! ou qui a tué Richard Wagner ?, traduit de l'anglais, Paris, Allia, 2000
- Nick Tosches, Héros oubliés du rock'n'roll : les années sauvages du rock avant Elvis, traduit de l'anglais, Paris, Allia, 2000
- Nick Tosches, Confessions d'un chasseur d'opium, traduit de l'anglais, Paris, Allia, 2001
- Nick Tosches, Hellfire, traduit de l'anglais, Paris, Allia, 2001
- Paolo Vita-Finzi (it), Journal caucasien (1928-1931), suivi de Carnet moscovite (1953), traduit de l'italien, L'Inventaire, 2000
- Camillo Boito, Conserver ou restaurer : les dilemmes du patrimoine, traduit de l'italien, éditions de l'Imprimeur, 2000. Réédité en 2013 par l'Encyclopédie des Nuisances
- Garth Fowden, Hermès l'Égyptien : une approche historique de l'esprit du paganisme tardif, traduit de l'anglais, Les Belles Lettres, 2000
- Gustavo Giovannoni, L'Urbanisme face aux villes anciennes, traduit de l'italien, introduction de Françoise Choay, Éd. du Seuil, 1998
- Melchiorre Biri, Le Grand Livre des abeilles : l'apiculture moderne, traduit de l'italien, De Vecchi, 1989.